# الهندي (كوكبة)

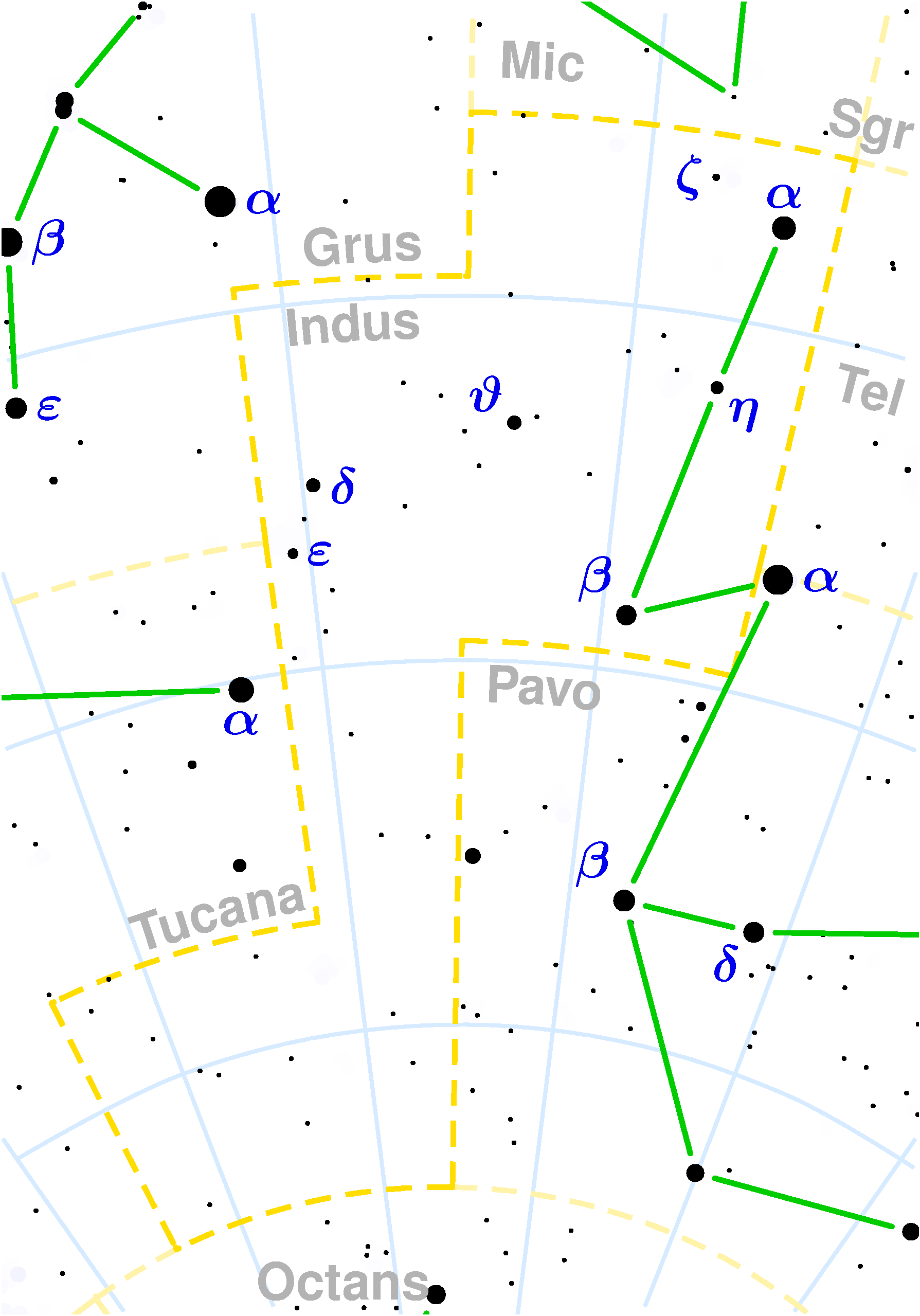
كوكبة الهندي / Indus.

الهندي (باللاتينية: Indus) كوكبة صغيرة غير ملفتة تحتوي على نجمين المع من الدرجة الرابعة. تقع الكوكبة بين أقوى نجمين في كوكبتي الكركي (Grus) والطاووس (Pavo).
من غير الممكن مراقبة الهندي من أوروبا، بالإمكان مشاهدته كاملا من مواقع جنوبي خط العرض 16 فقط.
- ترجم عن الموسوعة الألمانية